# Abel Lafleur
Abel Lafleur (1875 – 1953) foi um artesão francês que trabalhava como assistente no Museu de Belas Artes de Rodez. Elaborou e construiu a Taça FIFA da Copa do Mundo, mais tarde chamada de Taça Jules Rimet, em 1929. Consta que Lefleur trabalhou durante três meses, passando várias noites em claro, tentando pôr em ouro aquilo que Jules Rimet queria: o troféu da Copa Mundial de Futebol.

## Formação
Lafleur nasceu em Rodez, no sudoeste da França. Freqüentou a École des Beaux-Arts em Paris e foi fortemente influenciado como pupilo pelo medalhista francês Jules-Clémente Chaplain e Francois-Joseph-Hubert Ponscarmé. Trabalhou ao lado de Alexandre Louis Marie Charpentier, que era assistente de Ponscarmé.

## Obras
A partir de 1901, Lafleur exibia suas obras regularmente no ‘’’Salon des Artistes Francais’’’, ‘’’Salon des Indépendants’’’ e no ‘’’ Salon d'Automne’’’. Foi premiado com uma medalha de ouro e Legião de Honra (França) quando tornou-se legionário. Foi contemporâneo de Rene Gregoire e Pierre-Charles Lenoir.